# Dictyna vicina
Dictyna vicina là một loài nhện trong họ Dictynidae.
Loài này thuộc chi Dictyna. Dictyna vicina được Eugène Simon miêu tả năm 1873.